# غويفيخار
بلدية غويفيخار (بالإسبانية: Güevéjar) هي بلدية تقع في مقاطعة غرناطة التابعة لمنطقة أندلوسيا جنوب إسبانيا.

## الديموغرافيا
بلغ عدد سكان بلدية غويفيخار 2.501 نسمة عام 2011 (وفقاً للمعهد الوطني الإسباني للإحصاء).
| 1.502 | 1.507 | 1.660 | 2.018 | 2.234 | 2.400 | 2.501 |